# Tårkörtel

Tårsystemet vid höger öga
a=Tårkörteln, lacrimal gland
b=Öppning till övre tårrör, superior lacrimal punctum
c=Övre tårrör, superior lacrimal canal
d=Tårsäck, lacrimal sac
e=Öppning till nedre tårpunkt, inferior lacrimal punctum
f=Nedre tårrör, inferior lacrimal canal
g=Tårnäskanal, nasolacrimal canal

Tårkörteln (lat.: glandula lacrimalis) är en exokrin körtel som hos människan finns ovanför ögat. 
I tårkörteln produceras och utsöndras den största mängden av tårfilmens vattenlager. En stor mängd olika proteiner tillverkas och utsöndras från tårkörteln, som sedan fyller viktiga funktioner i tårvätskan. Exempel på dessa är lipokalin, lysozym och laktoferrin. 
Tårkörteln består av tre huvudtyper av celler: acinarceller, myoepitelceller och duktceller. Acinarcellerna är den vanligast förekommande celltypen och även den celltyp där tårvätskan och dess proteiner tillverkas. Flera acinarceller bildar en ringformad struktur som kallas acinus. Acinarcellerna släpper ut vätska och proteiner genom den hålighet (kallad lumen) som bildas i mitten av dessa acinus. Acinarcellerna får signaler om att öka tårvätskeproduktionen framför allt från nervceller som släpper ut t.ex. acetylkolin, vasoaktiv intestinal peptid eller noradrenalin. Hormoner har också en roll i regleringen av tårkörtelns sekretion. Myoepitelcellerna ligger runt acinusstrukturerna, men dess roll är ännu oklar. Duktcellerna bildar gångar från lumen som till slut leder till ögats yta. Duktcellerna påverkar även tårvätskans sammansättning.
Sjögrens syndrom är en autoimmun sjukdom där tår- och salivkörtlar ofta drabbas, vilket leder till torra ögon och torr mun.